# Jeffrey Buttle
Jeffrey Buttle, né le 1er septembre 1982 à Smooth Rock Falls (Ontario), est un patineur artistique canadien. Il est champion du monde 2008 et médaillé de bronze aux Jeux olympiques de 2006. Le 22 mars 2008, Buttle est devenu le premier Canadien depuis Elvis Stojko en 1997 à remporter le titre mondial. Jeffrey a annoncé sa retraite de la compétition le 10 septembre 2008.

## Biographie

### Vie personnelle
Âgé de 2 ans, Jeffrey Buttle a commencé à patiner. Il a commencé la compétition à l'âge de 6 ans. Il a fait de la danse sur glace avec sa sœur, Meghan. Pendant sa carrière, il a habité à Barrie et s'est entraîné à la Mariposa school of figure skating.
Il a fréquenté l'école élémentaire Marie-Curie, une école de langue française de London en Ontario. Bien que Jeffrey soit originaire d'une famille anglophone, il a fréquenté des écoles de langue française ce qui lui a permis d'être parfaitement bilingue. Il a étudié en génie chimique à l'université de Toronto à temps partiel, avant de prendre une pause pour se consacrer totalement au patinage.

### Carrière sportive

#### Niveau junior
En 1998, Jeffrey remporte une médaille d'argent aux championnats du Canada de niveau junior. L'année suivante, aux championnats du Canada, il compétitionne au niveau senior et se classe 10e. Toutefois, il reste dans le niveau junior pour les compétitions internationales.

#### Niveau senior
Jeffrey fait ses débuts au niveau senior, lors de la saison 2001/2002. Il remporte une médaille d'argent au Trophée NHK derrière Takeshi Honda. Aux championnats du Canada, il touche au podium pour la première fois en remportant le bronze. Ce résultat lui permet d'aller en Corée pour le Quatre continents où il gagne la médaille d'or.

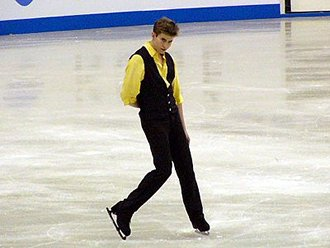
Jeffrey Buttle au Trophée NHK 2003.

La médaille de bronze remporté aux championnats du Canada lui permet d'être nommé substitut à l'équipe olympique de 2002. Toutefois, le médaillé d'argent Emmanuel Sandhu déclare forfait trop tard pour permettre à Buttle de le remplacer. À la place, il participe aux championnats du monde 2002 où il se classe 8e et permettant le Canada d'obtenir 2 places pour les prochains championnats de 2003.
La saison suivante, Jeffrey termine encore troisième aux championnats du Canada, mais il n'arrive pas à défendre son titre aux Quatre continents. Lors de la saison 2003/2004, il remporte sa première médaille d'or du Grand Prix, suivi d'une médaille d'argent, qui le qualifie pour la Finale. Par contre, il est contraint à l'abandon lors de la Finale. Il connaît des championnats canadiens décevants par la suite, où il n'arrive pas à obtenir une place pour aller aux championnats du monde. Il est envoyé, toutefois, aux Quatre continents qu'il gagne pour une deuxième fois. Buttle décida qu'un changement s'impose et passe l'été 2004 à Lake Arrowhead pour s'entrainer avec Rafael Arutunian. Ce dernier restera son entraineur secondaire, derrière Lee Barkell.
À la saison 2004/2005, Jeffrey se qualifie pour la Finale du Grand Prix pour une deuxième fois et y gagne une médaille d'argent. Aux championnats du Canada, il remporte son premier titre national et il termine la saison en remportant la médaille d'argent aux championnats du monde 2005 à Moscou.
Durant la saison 2005/2006, Jeffrey remporte une médaille d'argent à Skate Canada et une médaille d'or au Trophée Éric Bompard. Il se qualifie pour la Finale du Grand Prix et y remporte une deuxième médaille d'argent. Il remporte à nouveau le titre national aux championnats du Canada. Il arrive aux Jeux olympiques de Turin en tant que le médaillé d'argent mondial en titre. Alors qu'il n'est pas désigné comme un favori pour la victoire olympique, il est un des favoris pour une médaille.
Durant les Olympiques, Jeffrey connaît une performance moyenne au programme court qui le place en 6e place. Deux jours plus, lors du programme libre, Buttle chute sur sa tentative de quadruple boucle piqué et touche la glace de la main lors de la réception d'un triple Axel. Après ses débuts de programme laborieux, il tient bon au cours de sa performance qui lui obtient son meilleur score, une deuxième place pour le programme libre et une troisième place au total. Buttle remporte la médaille de bronze, une première médaille olympique depuis la médaille d'argent d'Elvis Stojko en 1998. Après les Olympiques, Jeffrey se présente aux championnats du monde 2006, tenus à Calgary. Il se classe 6e.
Jeffrey dut abandonner la saison du Grand Prix 2006/2007, ennuyé par une fracture de stress au dos. Il commence sa saison avec les championnats du Canada 2007, où il remporte tout de même le titre pour une troisième fois. Buttle enchaine avec le Quatre Continents. Il se place premier après le programme court. De plus, il est devenu le premier patineur sous le nouveau système de notation à avoir que de niveau 4 sur toutes ses pirouettes et jeux de pieds. Un programme libre décevant où il exécuta qu'un double Axel sans combinaison et un simple lors de sa tentative le relègue à la deuxième place derrière l'américain Evan Lysacek.
Par la suite, Jeffrey participe aux championnats du monde 2007. Dans sa deuxième compétition internationale de la saison, Buttle se place deuxième après le programme court avec un nouveau meilleur score. Par contre, il se classe 8e du programme libre, 6e au total. Son classement, combiné au classement de Christopher Mabee, permet au Canada d'obtenir deux places pour les prochains championnats 2008.

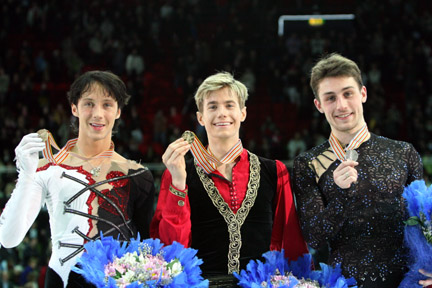
Gauche à droite: Johnny Weir, Jeffrey Buttle et Brian Joubert aux championnats du monde 2008.

Lors de la saison 2007/2008, Jeffrey connaît un départ plutôt lent en se classant 3e et 4e de ses 2 compétitions du Grand Prix. Aux championnats du Canada, bien qu'il soit en position de tête après le programme court, il termine en 2e place derrière Patrick Chan. Aux Quatre continents, il est troisième après le programme court mais réussit à obtenir la deuxième du programme libre et au total.
Aux championnats du monde 2008, Jeffrey a surpris tout le monde alors qu'il réussit à devancer largement ses compétiteurs. Ensuite, il a livré sa meilleure performance à vie pour remporter la médaille d'or, à 13.95 points du médaillé d'argent, le français Brian Joubert. Après son succès aux championnats du monde, Jeffrey est apparu dans plusieurs émissions de télévision.
Pour la saison 2008/2009, Jeffrey était assigné à Skate Canada et à la Coupe de Chine. Le 10 septembre 2008, il a annoncé sa retraite de la compétition, affirmant que la motivation n'y était plus.

### Reconversion
Jeffrey est le représentant des athlètes auprès de la fédération canadienne. Pour la saison 2008/2009, il a fait les chorégraphies pour Kim Yuna, Lauren Wilson et Fedor Andreev. Depuis 2005, Jeffrey fait partie de la tournée Canadian Stars on Ice, qui parcourt le Canada à la fin de la saison. Depuis sa retraite, il participe à plusieurs tournées de spectacles.

## Palmarès
| Compétition                   | 1999    | 2000    | 2001    | 2002    | 2003    | 2004    | 2005    | 2006    | 2007    | 2008    |  |  |  |  |
| Jeux olympiques d'hiver       |         |         |         |         |         |         |         | 3e      |         |         |  |  |  |  |
| Championnats du monde         |         |         |         | 8e      | 15e     | F       | 2e      | 6e      | 6e      | 1er     |  |  |  |  |
| Quatre continents             |         |         |         | 1er     | 4e      | 1er     | F       | F       | 2e      | 2e      |  |  |  |  |
| Championnats du Canada        | 10e     | 6e      | 9e      | 3e      | 2e      | 3e      | 1er     | 1er     | 1er     | 2e      |  |  |  |  |
| Championnats du monde juniors |         |         | 7e      |         |         |         |         |         |         |         |  |  |  |  |
|                               |         |         |         |         |         |         |         |         |         |         |  |  |  |  |
| Grand Prix ISU                | 1998/99 | 1999/00 | 2000/01 | 2001/02 | 2002/03 | 2003/04 | 2004/05 | 2005/06 | 2006/07 | 2007/08 |  |  |  |  |
| Finale du Grand Prix          |         |         |         |         |         | F       | 2e      | 2e      |         |         |  |  |  |  |
| Skate Canada                  |         |         |         |         | 7e      | 2e      | 3e      | 2e      |         | 3e      |  |  |  |  |
| Coupe de Chine                |         |         |         |         |         |         | 1er     |         |         |         |  |  |  |  |
| Trophée de France             |         |         |         |         |         |         |         | 1er     |         |         |  |  |  |  |
| Coupe de Russie               |         |         |         |         |         |         |         |         |         | 4e      |  |  |  |  |
| Trophée NHK                   |         |         |         | 2e      | 5e      | 1er     |         |         |         |         |  |  |  |  |
| Légende : F = Forfait         |         |         |         |         |         |         |         |         |         |         |  |  |  |  |